# Witold Majchrzycki

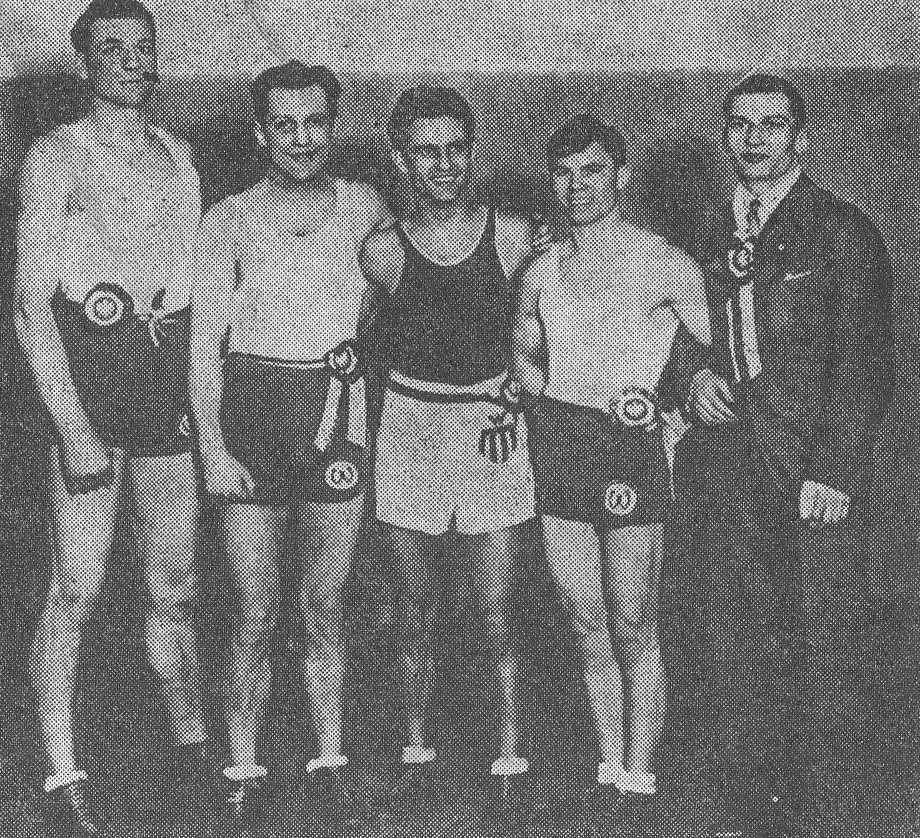
Witold Majchrzycki (drugi z lewej) z kolegami z Warty Poznań

Witold Majchrzycki, właśc. Walter Witold Majchrzycki (ur. 4 lutego 1909 w Berlinie, zm. 4 grudnia 1993 w Poznaniu) – polski bokser okresu międzywojennego, dwukrotny wicemistrz Europy.

## Życiorys
Startował w latach 1924–1939. Uczestniczył w igrzyskach olimpijskich w Amsterdamie 1928, gdzie przegrał 2. walkę w wadze lekkiej. Trzykrotnie brał udział w mistrzostwach Europy. W Berlinie 1927 przegrał pierwszą walkę w wadze lekkiej, ale w Budapeszcie 1930 zdobył srebrny medal w wadze półśredniej. Powtórzył ten sukces w Budapeszcie 1934 w wadze średniej.
Siedem razy był mistrzem Polski: 1926 i 1928 w wadze lekkiej oraz 1929, 1930, 1931, 1934 i 1935 w wadze średniej. W 1927 był wicemistrzem w wadze lekkiej, a w 1937 w średniej. W 1933 zdobył brązowy medal w wadze średniej. 13 razy wystąpił w reprezentacji Polski (9 zwycięstw i 4 porażki).
Walczył w poznańskich klubach: Wielkopolskim Klubie Bokserskim, Warcie i Sokole. Z Wartą pięciokrotnie zdobył drużynowe mistrzostwo Polski.
W czasie kampanii wrześniowej walczył w stopniu podporucznika. Ranny dostał się do niemieckiej niewoli' był więźniem Oflagu VII A Murnau.
Już przed II wojną światową zajmował się działalnością trenerską (od 1933 w Warcie Poznań, a potem w Sokole Poznań). Po powrocie do kraju w 1947 był trenerem w klubach poznańskich. Przez pewien czas współpracował też z Feliksem Stammem przy prowadzeniu reprezentacji Polski. Pracował także w Finlandii i Turcji jako szkoleniowiec trenerów.
Zajął 9. miejsce w Plebiscycie Przeglądu Sportowego 1930. W 1987 otrzymał Nagrodę im. Aleksandra Rekszy (wraz z Henrykiem Chmielewskim).
Został pochowany na cmentarzu Miłostowo w Poznaniu (pole 48, kwatera 4, rząd 9, miejsce 17). 